# Carira (gemeente)
Carira is een gemeente in de Braziliaanse deelstaat Sergipe. De gemeente telt 19.708 inwoners (schatting 2009).
De gemeente grenst aan Nossa Senhora da Glória, Nossa Senhora Aparecida, Pinhão, Frei Paulo, Paripiranga (BA), Coronel João Sá (BA) en Pedro Alexandre (BA).